# قومية اقتصادية
الاقتصاد القومي هو مصطلح يطلق على مجموعة من السياسات التي تؤكد على فكرة السيطرة المحلية على الاقتصاد والعمل وتكوين رأس المال. حتى لو تطلب ذلك فرض الرسوم الجمركية وغيرها من القيود على حركة العمالة والبضائع ورؤوس الأموال.
في كثير من الأحوال، يعارض خبراء الاقتصاد القوميين العولمة ويتساءلون عن فوائد التجارة الحرة غير المقيدة. كما ومن الممكن أن يشمل الاقتصاد القومي مصطلحات اقتصادية كالسياسة الحمائية وإحلال الواردات.

## الاقتصاد الوطني
الاقتصاد الوطني هو السلوك المروج والمنظم للمستهلكين والشركات (الخاصة والعامة على حد سواء) ويتألف من تفضيل السلع أو الخدمات المنتجة في بلادهم أو في مجموعة البلاد التي تنتمي إليها.
يمكن ممارسة الاقتصاد الوطني من خلال تحفيز وتشجيع المستهلكين على شراء السلع والخدمات المحلية أو من خلال تطبيق سياسة الحمائية التي تقتضي على حماية السلع وحماية السوق المحلي من المنافسة الأجنبية من خلال فرض الرسوم الجمركية أو الكوتا (حصة التوريد).
الحمائية المالية: هي شكل من أشكال الاقتصاد نشأ مؤخرا ويعني مقاومة استحواذ الشركات الأجنبية على السوق المحلي والتي تعتبر قيمة ذات أهمية كبيرة لاقتصاد البلاد.

## الأهداف
الهدف منها هو دعم النشاط الاقتصادي وتعزيز تماسك الجماعة. حيث اعتبرها أنصار الاقتصاد الوطني كنوع من أنواع الدفاع عن النفس فيما يخص المصالح الاقتصادية المحلية (الوطنية أو الأوروبية في حالة بلدان الإتحاد الأوروبي). تعد المحاولات لمنع المنافسة الأجنبية أو الاستحواذ على الشركات المحلية مظهر من مظاهر الاقتصاد الوطني. وتُضرب فرنسا كمثال، حيث كانت الوطنية الاقتصادية تمثل الأساس الجذري المستخدم في شؤون كل من شركات: بيبسيكو-دانون، ميتال-أغسالور، GDF سياز(شركة الفاز الفرنسية). 
أما في الولايات المتحدة، روَجوا للاقتصاد الوطني عن طريق الملصقات إذ كُتب على بعض منها «كن أمريكياً واشتر المنتجات الأمريكية».

## الانتقادات
تفضيل المستهلك للسلع الوطنية يُعطي السوق المحلي قوة أكبر ويمنح المنتجيين المحليين القدرة على رفع الأسعار والحصول على مزيد من الأرباح. إذ تُعطى هذه الصلاحية فقط للشركات التي تُنتج سلعها محلياً. المستهلكون الذين يفضلون المنتجات المحلية قد ينتهي بهم الأمر إلى استغلالهم من خلال زيادة ربحية المنتجين، على سبيل المثال: سياسة الحمائية في أمريكا فرضت الرسوم الجمركية على السيارات الأجنبية مما أعطى المنتجيين المحليين (شركة فورد وجينيرال موتورز) قوة في السوق؛ إذ سمحت لهم برفع أسعار السيارات مما أثر سلباً على المستهلكين الأمريكيين الذين قُدَمت إليهم أقل الخيارات بأعلى الأسعار.
يمكن للسلع المنتجة محلياً أن تحصل على أسعار أفضل إذا تبين تفضيل المستهلك لها، مما يحفز الشركات لعرض البضائع الأجنبية كما لو كانت محلية في حال كانت أرخص منها ثمناً. تعد هذه الإستراتيجية قابلة للتطبيق وذلك لكون الخط الفاصل بين السلع أجنبية الصنع والمحلية هو خط ضبابي غير واضح. مع توسع سلاسل التوريد عالمياً، ما زال مصطلح المنتجات المحلية غير واضح. على سبيل المثال: بينما هناك سيارات تم تجميعها في أمريكا نجد أنه قد تم صنع محركها في بلد آخر كالصين. علاوةً على ذلك قد يكون المحرك مصنوعاً في الصين والقطع المكونة للمحرك قد تكون مستوردة من عدة بلدان أخرى، وقد تأتي المكابس من ألمانيا وشمعات الإشعال من المكسيك، وما يُكوّن تلك القطع قد يأتي من بلدان أخرى وهكذا.